# Cerastium subtriflorum
Cerastium subtriflorum är en nejlikväxtart som först beskrevs av Reichenb., och fick sitt nu gällande namn av David Pacher. Cerastium subtriflorum ingår i släktet arvar, och familjen nejlikväxter. Inga underarter finns listade i Catalogue of Life.